# Hans Rosengren
Hans Åke Johan Rosengren, född 22 oktober 1942 i Kättilstads församling i Östergötlands län, död 8 maj 1989 i Oskarshamn (folkbokförd i Karlstad), var en socialdemokratisk politiker som satt i riksdagen åren 1985 till 1989. Han var även ledamot i lagutskottet från 1988 och suppleant i arbetsmarknadsutskottet och konstitutionsutskottet. Hans Rosengren omkom i en flygolycka i Oskarshamn 1989, tillsammans med elva andra personer från Post- och Teleutredningen som var på väg till ett studiebesök på en av Televerkets telestationer.